# Wyładowanie iskrowe

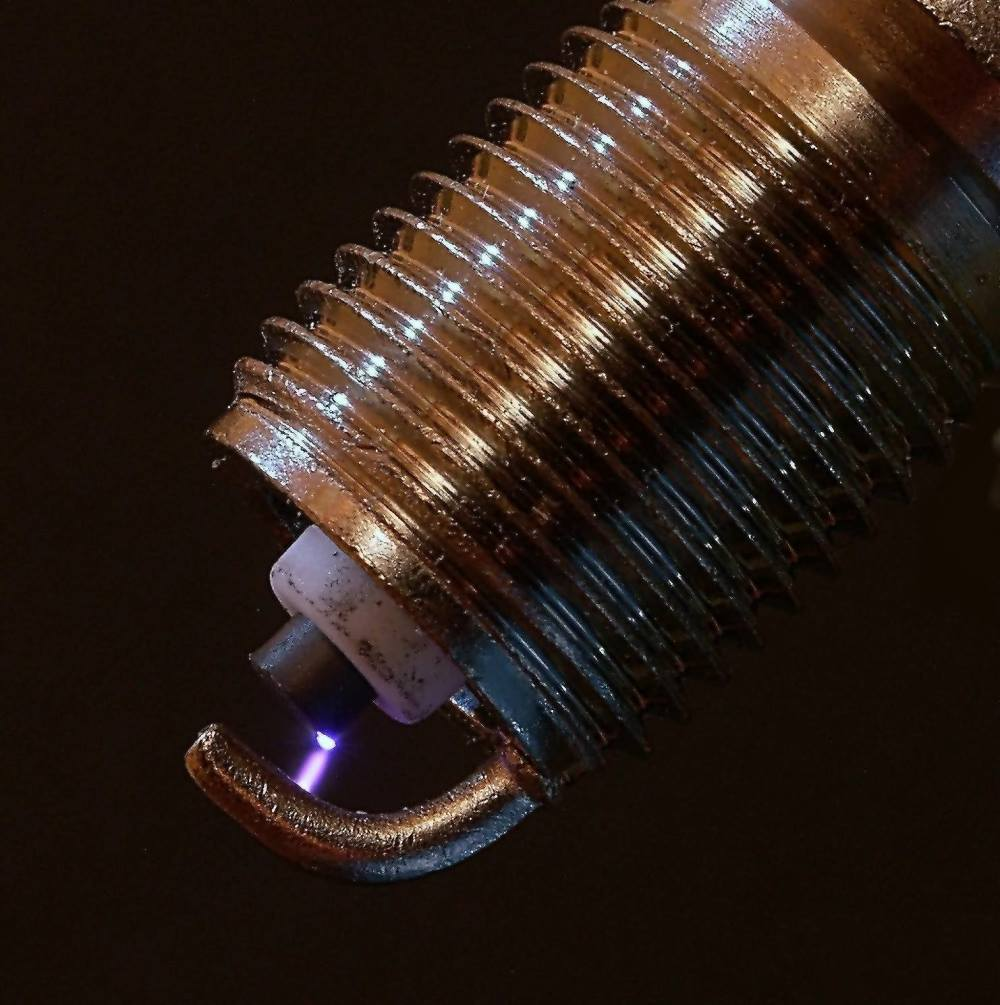
Iskra łuku elektrycznego w świecy zapłonowej

Wyładowanie iskrowe (iskra elektryczna) – rodzaj wyładowania elektrycznego występującego w gazie o ciśnieniu zbliżonym do atmosferycznego lub w cieczy. Wyładowanie iskrowe charakteryzuje się tym, że jonizacja ma charakter lawinowy. 
Zjawisko występuje, gdy natężenie pola elektrycznego przekroczy wartość umożliwiającą swobodnym jonom lub elektronom uzyskanie na drodze swobodnej energii umożliwiającej jonizację kolejnych cząstek gazu wywołując jonizację lawinową. Kanały łączą się, przebiegając między elektrodami linią zygzakową. Przestrzeń między elektrodami staje się przewodząca w wąskim kanale, w którym przepływ prądu rozgrzewa silnie gaz lub ciecz nawet do 10 000 K. Rozgrzanie gazu w kanale wywołuje wzrost ciśnienia co wywołuje charakterystyczny trzask przy małych wyładowaniach, a grzmot przy silnych (np. piorun).
Wyładowanie iskrowe zachodzi w powietrzu przy ciśnieniu atmosferycznym zazwyczaj przy natężeniu pola elektrycznego przekraczającego 3·106 V/m.
W zależności od wydajności źródła prądu elektrycznego, wyładowanie iskrowe może:
- zgasnąć, jeżeli źródło na charakter pojemnościowy,
- przejść w wyładowanie jarzeniowe,
- przejść w wyładowanie łukowe.

Ze względu na własności fizyczne iskrę elektryczną można podzielić na:
- iskrę krótką,
- iskrę długą.

Specyficzną odmianą iskry jest tak zwana iskra ślizgowa, czyli wyładowanie elektryczne po powierzchni izolatora.
Spektakularną odmianą iskry jest piorun.